# Adrián Embarba
Adrián Embarba Blázquez (Madrid, 7 de mayo de 1992) es un futbolista español que juega como extremo en la U. D. Almería de la Segunda División de España.

## Carrera
Aunque nació en Madrid, procede del municipio limítrofe de Azuqueca de Henares (Guadalajara), donde creció. Con doce años llegó a la cantera del Real Madrid C. F. para después pasar su etapa cadete y primer año juvenil en el R. S. D. Alcalá. Completó su etapa juvenil jugando para el C. D. Leganés y el Getafe C. F.
De cara a la temporada 2011-12 se incorporó al C. D. Marchamalo de Tercera División. En el equipo alcarreño marcó seis goles. En julio de 2012 firmó contrato con el R. C. D. Carabanchel, con el que anotó nueve tantos.
En julio de 2013 firmó por el Rayo Vallecano, pasando a jugar en el equipo filial. El 30 de agosto debutó en Primera División con el primer equipo, saliendo del banquillo para reemplazar al lesionado Iago Falqué, en la derrota de su equipo en casa por un 1-2 ante el Levante U. D.
El 12 de junio de 2014 firmó contrato por tres años con el Rayo, después de haber sido subido definitivamente a la primera plantilla. En la temporada 2016-17, ya en Segunda División, se consolidó en el equipo titular. En 2018 logró un ascenso a Primera División contribuyendo con ocho tantos en 42 jornadas.
El 28 de abril de 2019 transformó el penalti que dio el triunfo ante el Real Madrid (1-0), ganando así al club blanco casi dieciocho años después.
El 23 de enero de 2020, el R. C. D. Espanyol anunció su fichaje hasta junio de 2024 después de haber abonado su cláusula de rescisión de 10 millones de euros. En dos temporadas y media logró once goles en 93 partidos antes de marcharse el 24 de agosto de 2022 a la U. D. Almería.
El 26 de julio de 2024 volvió al Rayo Vallecano en calidad de cedido por parte la U. D. Almería hasta el final de la temporada 2024-25.

## Clubes
| Club                    | País   | Año       |
| ----------------------- | ------ | --------- |
| C. D. Marchamalo        | España | 2011-2012 |
| R. C. D. Carabanchel    | España | 2012-2013 |
| Rayo Vallecano "B"      | España | 2013-2014 |
| Rayo Vallecano          | España | 2014-2020 |
| R. C. D. Espanyol       | España | 2020-2022 |
| U. D. Almería           | España | 2022-act. |
| Rayo Vallecano (cedido) | España | 2024-2025 |

## Palmarés

### Títulos nacionales
| Título                     | Club              | País   | Año  |
| -------------------------- | ----------------- | ------ | ---- |
| Segunda División de España | Rayo Vallecano    | España | 2018 |
| Segunda División de España | R. C. D. Espanyol | España | 2021 |